# Der schwarze Tanner
Der schwarze Tanner es una película dramática suiza de 1985 dirigida por Xavier Koller. La película fue seleccionada como la entrada suiza a la Mejor Película en Lengua Extranjera en la 59.ª edición de los Premios Óscar, pero no fue aceptada como nominada. En 1986, ganó el Gran Premio Especial en la 25.ª Festival Internacional de Cine de Karlovy Vary.

## Sinopsis
Las familias rivales de los agricultores no se ponen de acuerdo sobre cuál es el cultivo más adecuado para plantar.

## Reparto
- Otto Mächtlinger como Tanner
- Renate Steiger como Agnes Tanner
- Dietmar Schönherr como Steiner
- Ernst C. Sigrist
- Liliana Heimberg como Anna Tanner
- Susanne Betschaft como Leni Tanner